# Phascum beaugleholei
Phascum beaugleholei är en bladmossart som beskrevs av Stone 1989. Phascum beaugleholei ingår i släktet Phascum och familjen Pottiaceae. Inga underarter finns listade i Catalogue of Life.